# 宇和島自動車運送
宇和島自動車運送株式会社（うわじまじどうしゃうんそう）は、愛媛県宇和島市に本社を置く日本の運送会社。宇和島自動車の関連企業。

## 事業所
- 本社 - 愛媛県宇和島市鶴島町4-20
- 営業本部 - 愛媛県松山市高岡町183-1
- 営業所： 松山・今治・四国中央・八幡浜・宇和島・瀬戸大橋（宇多津町）・  高知・東大阪

## 沿革
- 1978年 - 宇和島自動車の貨物部が独立され、「宇和島自動車運送株式会社」設立。
- 1994年 - 伊予商運・三豊運送・四国運輸・四国高速運輸と五社会を結成し、運送・集配等の共同化を進める。
- 1996年 - 産業廃棄物収集運搬事業を開始。
- 2009年 - 労働者派遣業を開始。
- 2021年 - 川之江営業所と新居浜営業所を統合し、四国中央支店を開設。